# Sturisoma nigrirostrum
Sturisoma nigrirostrum är en fiskart som beskrevs av Fowler, 1940. Sturisoma nigrirostrum ingår i släktet Sturisoma och familjen Loricariidae. IUCN kategoriserar arten globalt som livskraftig. Inga underarter finns listade i Catalogue of Life.